# Estorf (Landkreis Stade)
Estorf (plattdeutsch Esdörp) ist eine niedersächsische Gemeinde im Landkreis Stade. Die Gemeinde gehört der Samtgemeinde Oldendorf-Himmelpforten an, die ihren Verwaltungssitz in der Gemeinde Himmelpforten hat.
Sie besteht aus den Ortsteilen Estorf, Gräpel und Behrste.

## Geographie
Die Gemeinde liegt im Westen des Landkreises Stade an der Oste. Im Norden grenzt sie an die Gemeinde Kranenburg bzw. an den darin gelegenen Ort Brobergen. Im Osten liegt die Gemeinde Oldendorf.
Im Süden und Westen liegen die Orte Elmerheide, Elm, Nieder Ochtenhausen, Ottendorf und Ostendorf, die zu Bremervörde gehören. Bei Ostendorf reicht die Gemeinde als einziges Gebiet im Landkreis neben einem Teil Brobergens auf das linke Ufer der Oste.

## Geschichte
Mit einem der größten Stackbuschhäfen Europas bot Gräpel bis weit in die 1960er Jahre regional ansässigen Binnenschiffern einen Überwinterungsplatz.
Der örtliche Schifferverein pflegt das Andenken an die Tage, als Ewer und Binnenschiffe noch die Versorgung der Region übernahmen. Auch heute leben noch einige Binnenschiffkapitäne im Ort.

### Eingemeindungen
Die ehemals eigenständigen Gemeinden Gräpel und Behrste wurden am 1. Juli 1972 im Zuge der Gemeindereform in Niedersachsen mit der Gemeinde Estorf zusammengelegt.

### Einwohnerentwicklung
| Jahr      | 1961 | 1970 | 1987 | 1992 | 1997 | 2002 | 2007 | 2008 | 2009 | 2010 | 2011 | 2015 |
| --------- | ---- | ---- | ---- | ---- | ---- | ---- | ---- | ---- | ---- | ---- | ---- | ---- |
| Einwohner | 1475 | 1297 | 1282 | 1336 | 1456 | 1508 | 1486 | 1445 | 1454 | 1430 | 1420 | 1428 |

(1961: am 6. Juni, 1970: am 27. Mai, jeweils Volkszählungsergebnisse einschließlich Behrste und Gräpel; ab 1987 jeweils am 31. Dezember)
| Ort     | 1961 | 1970 | 2002 |
| ------- | ---- | ---- | ---- |
| Behrste | 207  | 183  | 167  |
| Estorf  | 671  | 589  | 657  |
| Gräpel  | 597  | 525  | 684  |

## Politik

### Gemeinderat
Der Rat der Gemeinde Estorf besteht aus elf Ratsfrauen und Ratsherren. Dies ist die festgelegte Anzahl für die Mitgliedsgemeinde einer Samtgemeinde mit einer Einwohnerzahl zwischen 1.001 und 2.000 Einwohnern. Die Ratsmitglieder werden durch eine Kommunalwahl für jeweils fünf Jahre gewählt. Die aktuelle Amtszeit begann am 1. November 2021 und endet am 31. Oktober 2026.
Die letzte Kommunalwahl am 12. September 2021 ergab das folgende Ergebnis:
| Partei/ Wählergruppe | Stimmenanteil | Sitze |
| BG Estorf (BGE)      | 92,3 %        | 10    |
| Grüne                | 7,7 %         | 1     |

Vorherige Sitzverteilungen
| Partei/ Wählergruppe | 2016 | 2011 | 2006 | 2001 |
| BG Estorf (BGE)      | 11   | 9    | 9    | 8    |

### Bürgermeister
Der Gemeinderat wählte das Gemeinderatsmitglied Hans-Werner Hinck (BG Estorf) zum ehrenamtlichen Bürgermeister für die aktuelle Wahlperiode.

### Wappen

Flagge der Gemeinde Estorf

Das Wappen wurde am 21. September 1973 vom Gemeinderat beschlossen und am 17. Dezember 1973 vom Landkreis Stade genehmigt.
Blasonierung: „Gespalten von Grün und Silber; vorn ein silberner, schrägrechts geneigter abgehauener Baumstamm mit je zwei Aststümpfen an jeder Seite, hinten ein grüner Grapen mit drei silbernen Bändern, darüber zwei gekreuzte, auswärts schauende, grüne Pferdeköpfe.“
Das rechte Feld zeigt das Wappen der ehemaligen Herren von Estorf, das von der Gemeinde Estorf auch bisher schon als Wappen geführt worden ist.
Der Grapen bezieht sich als redendes Symbol auf die zu Estorf gekommene ehemalige Gemeinde Gräpel, die dieses Zeichen in anderen Farben ebenfalls schon als Wappenbild gezeigt hat.
Die gekreuzten Pferdeköpfe stehen für die ehemalige Gemeinde Behrste, die noch heute größtenteils aus alten, strohgedeckten niedersächsischen Bauernhäusern besteht.

## Wirtschaft und Infrastruktur

### Tourismus
Gräpel liegt direkt an der Oste und ist ein häufiges Reiseziel von Radwanderern und Anglern. Auch Vatertagstouren zum Gräpler Gasthof Plate direkt am Osteufer sind sehr beliebt. Dort findet zum Abschluss des Vatertags eine Feier mit je nach Witterung bis zu mehreren Tausend Beteiligten statt. Am Gasthof befindet sich auch die vom Gastwirt handbetriebene Prahmfähre über die Oste, die Teil der Deutschen Fährstraße ist.

### Verkehr

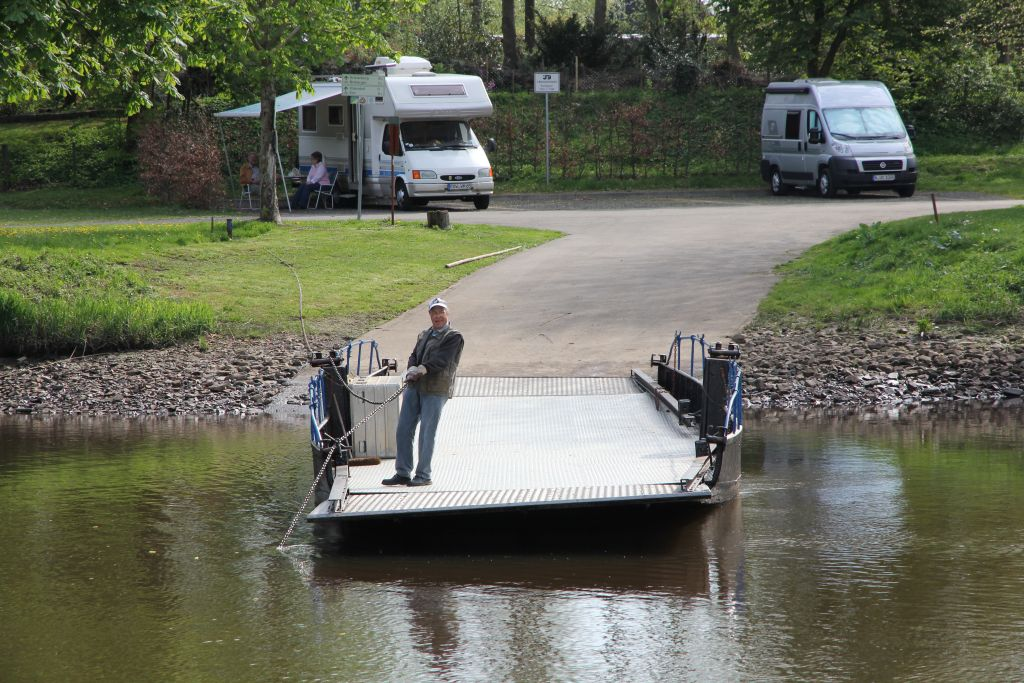
Die handbetriebene Prahmfähre über die Oste

Durch die Gemeinde verläuft die Kreisstraße 114, die bei Himmelpforten Anschluss an die Bundesstraße 73 Richtung Stade und Hamburg und bei Elm Anschluss an die Bundesstraße 74 nach Bremervörde hat. Von Gräpel aus führt die Kreisstraße 82 Richtung Brobergen. Verkehr mit der linken Seite der Oste ist nur sporadisch im Sommer über die kleine Gräpler Prahmfähre möglich, eine der letzten Fähren in Deutschland, die noch von Hand gezogen werden. Die Fähre dient neben dem landwirtschaftlichen Verkehr, der ihr eigentlicher Betriebsgrund ist, vor allem dem Tourismus. Besonders im Frühjahr und im Sommer wird sie im Rahmen zahlreicher Radwanderfahrten genutzt. Der Fährbetrieb in Gräpel findet in der Zeit vom 1. Mai bis 15. Oktober statt. Die nächste Querungsmöglichkeit ist sonst die Ostebrücke in Bremervörde.
Langfristig ist der Bau der Bundesautobahn 22 an Estorf vorbei geplant, die sogenannte Küstenautobahn.

### Bildung
In Estorf besteht eine Grundschule. Weiterführende Schulen sind das Schulzentrum Oldendorf für Haupt- und Realschule sowie das Vincent-Lübeck-Gymnasium in Stade und das Gymnasium Bremervörde. Die frühere Zweigstelle der Grundschule in Gräpel wurde aufgegeben und beherbergt heute einen Kindergarten.